# Соглашение о разделении сил между Израилем и Сирией
Соглашение о разделении сил между Израилем и Сирией (ивр. הסכם הפרדת הכוחות בין ישראל לסוריה‎, араб. تفاقية فك الاشتباك‎, англ. Agreement on Disengagement between Israel and Syria) — соглашение, подписанное между Израилем и Сирией 31 мая 1974 года, положившее конец войне Судного дня и периоду войны на истощение, последовавшему на сирийском фронте. Это соглашение является последним территориальным соглашением, подписанным с Сирией, поэтому оно определяет нынешнюю границу Израиля и Сирии и сопутствующие военные договоренности.

## Предыстория соглашения
Когда в конце войны Судного дня вступило в силу соглашение о прекращении огня, Израиль удерживал всю территорию довоенных израильских Голанских высот и анклав на территории Сирии, который был захвачен во время войны. Анклав находился на север Голан, его ширина составляла около двадцати километров, а площадь — около 400 квадратных километров. Он включал в себя множество сирийских деревень, а также вершину горы Хермон . Край анклава находился примерно в сорока километрах от Дамаска .
Несмотря на вступление в силу режима прекращения огня, инциденты с перестрелками продолжались, перерастая в войну на истощение между сторонами. Осложнения обстановки продолжались на протяжении всего периода переговоров между странами и усиливалось каждый раз, когда переговоры доходили до кризиса.
Переговоры по урегулированию были начаты после принятия 339-й резолюции Совета Безопасности ООН, но уже в самом начале были выявлены пробелы в процедурах обсуждений, что помешало продолжению переговоров. После подписания соглашения о разделении сил между Израилем и Египтом в январе 1974 года, напряжённость на Голанских высотах только возросла.
В качестве условия начала переговоров, Израиль потребовал получить список израильских военнопленных в Сирии и попросил разрешить посещения их Красным Крестом . Сирия отказалась от этих требований и потребовала территориального обмена. Вопрос пленных и пропавших без вести служил сирийцам основным средством давления на Израиль. За отсутствием списка пленных израилетяне не знали, кто из пропавших без вести военнослужащих попал в плен, а кто пал в бою.
Американский госсекретарь Генри Киссинджер предпринял дипломатические поездки между Иерусалимом и Дамаском в феврале 1974 года (Киссинджер свидетельствовал в своих книгах, что он решил выступить посредником после давления, оказанное президентом Египта Анваром Садатом и правителем Саудовской Аравии, который хотел, наконец, положить конец войне Судного дня и нефтяному кризису). 27 февраля Киссинджер вернулся из Дамаска со списком пленных (после данного сирийцам обещания передать им город Кунейтра), после чего официально начались переговоры.
Одновременно с началом переговоров активность Войны на истощение сильно возросла, и за март-май произошло более тысячи инцидентов, включая массированные обстрелы населенных пунктов Голанских высот, непрекращающиеся обстрелы сил ЦАХАЛа в анклаве и фактические бои за контроль над Хермоном. На протяжении всего периода существовали опасения, что боевые действия перерастут в полномасштабную войну, в связи с чем откладывалось возвращение мобилизованных из резервных частей по домам на многие месяцы (что использовалось как дополнительное средство сирийского давления). Сирийцы требовали территориальных уступок (аналогично Египту), но Израиль не мог согласиться на крупный вывод войск с Голан, как это было сделано на Синае .
В конце концов, Израиль согласился уйти со всех территорий, которые он завоевал в войне, а также с территорий площадью около 25 квадратных километров на израильской стороне «фиолетовой линии» (линии прекращения огня 1967 года). Взамен была создана буферная зона. На сирийской стороне фиолетовой линии была создана зона площадью около 235 квадратных километров. По свидетельствам участников переговоров, торг велся по мельчайшим деталям вплоть до подписания соглашения в Женеве 31 мая 1974 года (более семи месяцев после прекращения огня). Переговоры сопровождались множеством недоразумений, которые вызывали кризисы и инциденты с косвенным обстрелом, например, когда Израиль согласился передать Кунейтру под контроль Сирии, сирийцы интерпретировали Кунейтру как всю территорию Фатх-Кунейтры, включая близлежащие горы Авиталь и Бенталь, тогда как Израиль имел в виду только территорию самого города. Переговоры также сопровождались американским давлением на Израиль.

## Детали соглашения
В соглашении было определено, что обе страны будут соблюдать режим прекращения огня и немедленно вернут всех военнопленных. В территориальной части соглашения было определено, что Израиль выведет войска из всех районов анклава и горы Хермон, захваченных в ходе войны, а также передаст Сирии территорию площадью около 25 квадратных километров, включающую окрестности города Кунейтра и другие небольшие территории, захваченные в ходе Шестидневной войны 1967 года. Были установлены две линии разделения: израильская (отмечена синим цветом) и сирийская (отмечена красным) с буферной зоной между ними. Буферная зона в основном определена на сирийской стороне.
Израильская линия разделения на большей части своей длины перекрывает предыдущую израильскую линию, за исключением района города Кунейтра, района перекрестка Рапид и ряда аванпостов на южных Голанах, которые были переданы в состав буферной зоны. Сирийская линия разделения расположена к востоку от израильской линии на расстоянии от десятков метров в районе каньона Нахаль-Рокед на юге Голан до примерно шести километров на севере Голан и десяти километров в районе горы Хермон.
Буферная зона между Израилем и Сирией была определена как демилитаризованная зона, находящаяся под военным контролем сил СООНН и Сирийской гражданской администрации. По обе стороны зоны разъединения были созданы две полосы прореживания войск, шириной около десяти километров каждая. На первой полосе каждой стороне разрешалось иметь около 75 танков и 6000 солдат. Во второй полосе разрешалось держать 450 танков. Также было установлено, что запрещено размещать ракеты класса «земля-воздух» на расстоянии до 25 километров от линий разделения.
В соглашении также говорилось, что сирийские граждане, которые были вынуждены покинуть свои дома в буферной зоне, смогут в них вернуться. Сирийцы обязались переселить всех жителей из Кунейтры, а также обязались не допускать террористической деятельности или проникновения террористов в сектор Голанских высот. Эти два обязательства были даны устно как обязательства перед американцами .
СООННР — это силы ООН, которые были созданы в соответствии с соглашением. Силы насчитывали 1043 солдата и контролируют выполнение соглашения. Эти силы несут военную ответственность за буферную зону, а также контролируют полосы прореживания. Мандат сил продлевается каждые шесть месяцев.

## Выполнение соглашения
6 июня 1974 года Израиль и Сирия осуществили обмен пленными, в рамках которого были также переданы тела убитых и оставленных другой стороной солдат. Израиль покинул сирийскую часть Хермона и анклав в три этапа. Отход на новый рубеж был завершен 26 июня 1974 года.
С тех пор «Соглашение о разделении сил» соблюдается до сих пор, вопреки всем прогнозам, согласно которым оно продлится всего лишь от нескольких месяцев до нескольких лет. Это соглашение действует дольше, чем любое другое соглашение между Израилем и арабской страной. Относительный мир на Голанских высотах сохранялся даже в те периоды, когда израильские и сирийские войска сталкивались в Ливане. В первые годы иногда возникала напряженность, приводившая к датам продления мандата сил СООНН. Договоренности о разбавлении сил в основном сохранялись, хотя известно, что Сирия укрепила буферную зону, особенно Кунейтру, а также ограничила въезд мирных жителей в буферную зону. Сам город Кунейтра остаётся разрушенным, а сирийское правительство, обвиняющее Израиль в преднамеренном разрушении города, основало «Новую Кунейтру» примерно в пяти километрах к северо-востоку от старого расположения города. Сирия обычно проводит экскурсии по Кунейтре, чтобы показать, что она считает преступлениями, совершенными Израилем во время захвата города. Примерно через десять лет после подписания соглашения в районе Кунейтры было построено несколько поселений. За этот период произошло несколько террористических проникновений, главным образом в районе Хермона.
8 декабря 2024 года после падения режима Асада на фоне нестабильности в Сирии Израиль ввёл войска в буферную зону и нарушил соглашение.